# Orquestra Brasileira de Guitarras

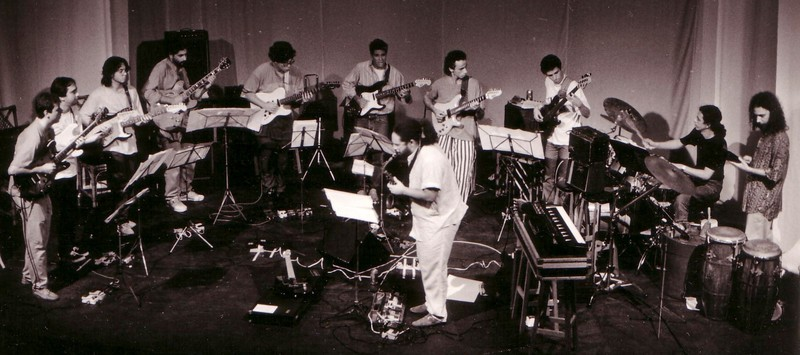

A Orquestra Brasileira de Guitarras foi criada por Aloysio Neves na Universidade Estácio de Sá, Rio de Janeiro, em 1986, com a proposta de analisar e por em prática diversos conceitos como atonalismo, neoclassicismo, modalismo, dodecafonismo e derivações seriais, música aleatória, jazz, free-jazz, MPB, etc. 
Com seu vasto repertório e uma ótica brasileira, manifesta através de composições, arranjos e trabalhos de criação coletiva, o grupo serviu de escola e laboratório para um grande número de músicos.
A OBG fez suas últimas apresentações em 2000. 

## Músicos
- Aloysio Neves - regência e direção musical, guitarra, sax, teclado, bateria
- Alexandre Branco - bateria
- André Santos - contrabaixo
- Carlo Filipe Estolano - guitarra
- Carlos Augusto - guitarra
- Carlos Luis Victorino - guitarra
- Carlos Revézs - guitarra
- Cláudio Tigrão - guitarra
- Demétrius Gomes - guitarra
- Flávio Goulart - guitarra
- Léo Neiva - contrabaixo
- Luiz Cláudio Barcellar - guitarra
- Marcelo Carneiro de Lima - guitarra
- Maurício Barreto - bateria, percussão
- Rodrigo de Jesus - guitarra
- Rogério Borda - guitarra
- Rogério Barroso Lopes - guitarra
- Serginho Fernandes - bateria
- Sergio Rosa - guitarra
- Totonho - guitarra

## Discografia
- Orquestra Brasileira de Guitarras (1993)
- Amálgama (1996)